# Célula multinucleada
Una célula multinucleada es aquella eucariota que, como su propio nombre indica, posee varios núcleos en su interior. Citológicamente hablando, se reconocen dos tipos de células multinucleadas en función de su origen:
- Cenocito: célula multinucleada formada por mitosis sin citocinesis, es decir, división del núcleo sin que llegue a dividirse el citoplasma.
- Sincitio: célula multinucleada formada por fusión de varias células.

- Datos: Q5796041